# Абдул-Баки Джамо
Шейх Абдул-Баки Джамо, также Шейх Абдулбаки Жамув (чечен. Ӏабдул-Бакъи Джамо; 14 декабря 1922, Эз-Зарка, мухафаза Эз-Зарка, Иордания — 12 мая 2016, Эз-Зарка, мухафаза Эз-Зарка, Иордания) — государственный и общественный деятель Иордании, министр по юридическим и парламентским делам, затем министр по делам религии Иордании. Выходец из селении Гиляны Ножай-Юртовского района.

## Биография
Предки Абдулбаки переселились из горного аула Хой в селение Гиляны. Представитель чеченского тайпа ялхой.
Джаму, чеченцы называли его Джамилем, был большой алим. Он с двумя братьями, женой и сыном, покинул родину 15-го дня в четверг в 1319 году хиджры (соответствует 1901 году).
Они выехали из села Гиляны Ножай-Юртовского района. С ними были односельчане и ещё жители других чеченских сёл, всего 73 семьи. Переселенцы выехали на арбах. В пути они были почти год. Жена и сын умерли от холода в Турции, в с. Алвар. Там же завершился путь ещё нескольких переселенцев. Оставшиеся в живых добрались до Иордании и там основали село (ныне — город) Эз-Зарка. Среди них было семнадцать алимов. Они стали известны в стране, имели своё слово в среде арабских алимов.
В последний раз историческую родину шейх Абдул-Баки Джамо посетил в 2008 году. Где принял участие во втором Международном миротворческом форуме «Ислам – религия мира и созидания». Абдул-Баки Джамо никогда не забывал своих корней, даже живя в Иордании, он всегда носил чеченскую папаху:

«Ислам — это не зелёный халат, не турецкий колпак и борода. Ислам — это душа человека, которую можно украсить не одеждами, а добрыми делами. Мне, чеченцу, дорога чеченская одежда, а не арабская и турецкая. Меня Всевышний создал чеченцем и никто, кроме Него, не знает, как я благодарен Ему за это», — говорил Абдул-Баки Джамо.

### Карьера
Абдул-Баки в 28 лет стал депутатом иорданского парламента, неоднократно занимал посты министра по делам парламента и министра по делам религии Хашимитского королевства. В целом около полувека играл заметную роль во внешней и внутренней политике Иордании. Является духовным лидером чеченской диаспоры, которая считается одной из влиятельных национальных общин в королевстве.
В 1952 году Абдул-Баки окончил университет Аль-Азхар в Египте.
Выступал против начала войны в Чечне.
До 2016 года Абдул-Баки Джамо возглавлял Кавказскую диаспору королевства.